# Kvalifikace na Mistrovství Evropy ve fotbale 1984 – skupina 5
Zápasy kvalifikační skupiny 5 na Mistrovství Evropy ve fotbale 1984 se konaly v letech 1982 a 1983. Z pěti účastníků si postup na závěrečný turnaj vybojoval vítěz skupiny.

## Tabulka
| Tým            | B  | Z | V | R | P | VG | IG |
| -------------- | -- | - | - | - | - | -- | -- |
| Rumunsko       | 12 | 8 | 5 | 2 | 1 | 9  | 3  |
| Švédsko        | 11 | 8 | 5 | 1 | 2 | 14 | 5  |
| Československo | 10 | 8 | 3 | 4 | 1 | 15 | 7  |
| Itálie         | 5  | 8 | 1 | 3 | 4 | 6  | 12 |
| Kypr           | 2  | 8 | 0 | 2 | 6 | 4  | 21 |

## Zápasy
| 1. května 1982                     |     |              |                                                                          |
| Rumunsko                           | 3:1 | Kypr         | Stadionul Corvinul, Hunedoara diváci: 15 000 rozhodčí: Arsen Hoxha (ALB) |
| Vaetus 16' Cămătaru 18' Bölöni 71' |     | Vrahimis 29' | Stadionul Corvinul, Hunedoara diváci: 15 000 rozhodčí: Arsen Hoxha (ALB) |

| 8. září 1982         |        |         |                                                                             |
| Rumunsko             | 2:0    | Švédsko | Stadionul Naţional, Bukurešť diváci: 50 000 rozhodčí: Edvard Sostarić (YUG) |
| Andone 25' Klein 48' | Report |         | Stadionul Naţional, Bukurešť diváci: 50 000 rozhodčí: Edvard Sostarić (YUG) |

| 6. října 1982    |        |                           |                                                                          |
| Československo   | 2:2    | Švédsko                   | Tehelné Pole, Bratislava diváci: 14 977 rozhodčí: Robert Valentine (SCO) |
| Janečka 48', 53' | Report | Jingblad 87' Eriksson 90' | Tehelné Pole, Bratislava diváci: 14 977 rozhodčí: Robert Valentine (SCO) |

| 13. listopadu 1982            |        |                         |                                                                              |
| Itálie                        | 2:2    | Československo          | Stadion Giuseppe Meazza, Milán diváci: 72 386 rozhodčí: Charles Corver (NED) |
| Altobelli 13' Kapko 65' (vl.) | Report | Sloup 26' Chaloupka 70' | Stadion Giuseppe Meazza, Milán diváci: 72 386 rozhodčí: Charles Corver (NED) |

| 13. listopadu 1982 |        |                  |                                                                     |
| Kypr               | 0:1    | Švédsko          | Makario Stadium, Nikósie diváci: 8 000 rozhodčí: Neil Midgley (ENG) |
|                    | Report | Corneliusson 34' | Makario Stadium, Nikósie diváci: 8 000 rozhodčí: Neil Midgley (ENG) |

| 4. prosince 1982 |        |          |                                                                            |
| Itálie           | 0:0    | Rumunsko | Stadion Comunale, Florencie diváci: 50 478 rozhodčí: Georges Konrath (FRA) |
|                  | Report |          | Stadion Comunale, Florencie diváci: 50 478 rozhodčí: Georges Konrath (FRA) |

| 12. února 1983 |        |              |                                                                         |
| Kypr           | 1:1    | Itálie       | Tsirion Stadium, Limassol diváci: 25 000 rozhodčí: Bogdan Dotchev (BUL) |
| Omirou 47'     | Report | Graziani 58' | Tsirion Stadium, Limassol diváci: 25 000 rozhodčí: Bogdan Dotchev (BUL) |

| 27. března 1983 |        |                |                                                                         |
| Kypr            | 1:1    | Československo | Makario Stadium, Nikósie diváci: 12 000 rozhodčí: Stjepan Glavina (YUG) |
| Theophanous 21' | Report | Bičovský 60'   | Makario Stadium, Nikósie diváci: 12 000 rozhodčí: Stjepan Glavina (YUG) |

| 16. dubna 1983                                       |        |      |                                                                              |
| Československo                                       | 6:0    | Kypr | Stadion Evžena Rošického, Praha diváci: 6 750 rozhodčí: Norbert Rolles (LUX) |
| Daněk 4', 70' Vízek 29', 48' Prokeš 37' Jurkemik 57' | Report |      | Stadion Evžena Rošického, Praha diváci: 6 750 rozhodčí: Norbert Rolles (LUX) |

| 16. dubna 1983 |        |        |                                                                            |
| Rumunsko       | 1:0    | Itálie | Stadionul Naţional, Bukurešť diváci: 80 000 rozhodčí: Michel Vautrot (FRA) |
| Bölöni 24'     | Report |        | Stadionul Naţional, Bukurešť diváci: 80 000 rozhodčí: Michel Vautrot (FRA) |

| 15. května 1983                                         |        |      |                                                                      |
| Švédsko                                                 | 5:0    | Kypr | Malmö Stadium, Malmö diváci: 19 801 rozhodčí: Juhani Smolander (FIN) |
| Prytz 54', 77' Corneliusson 58' Hysén 62' A.Ravelli 73' | Report |      | Malmö Stadium, Malmö diváci: 19 801 rozhodčí: Juhani Smolander (FIN) |

| 15. května 1983 |        |                  |                                                                           |
| Rumunsko        | 0:1    | Československo   | Stadionul Naţional, Bukurešť diváci: 50 000 rozhodčí: Alexis Ponnet (BEL) |
|                 | Report | Vízek 40' (pen.) | Stadionul Naţional, Bukurešť diváci: 50 000 rozhodčí: Alexis Ponnet (BEL) |

| 29. května 1983               |        |        |                                                                       |
| Švédsko                       | 2:0    | Itálie | Nya Ullevi, Göteborg diváci: 32 860 rozhodčí: Walter Eschweiler (FRG) |
| Eriksson 31' Corneliusson 55' | Report |        | Nya Ullevi, Göteborg diváci: 32 860 rozhodčí: Walter Eschweiler (FRG) |

| 9. června 1983 |        |              |                                                                    |
| Švédsko        | 0:1    | Rumunsko     | Råsunda Stadium, Solna diváci: 31 474 rozhodčí: Adolf Prokop (GDR) |
|                | Report | Cămătaru 30' | Råsunda Stadium, Solna diváci: 31 474 rozhodčí: Adolf Prokop (GDR) |

| 21. září 1983    |        |                |                                                                      |
| Švédsko          | 1:0    | Československo | Råsunda Stadium, Solna diváci: 20 546 rozhodčí: Michel Vautrot (FRA) |
| Corneliusson 17' | Report |                | Råsunda Stadium, Solna diváci: 20 546 rozhodčí: Michel Vautrot (FRA) |

| 15. října 1983 |        |                                 |                                                                              |
| Itálie         | 0:3    | Švédsko                         | Stadion San Paolo, Neapol diváci: 60 086 rozhodčí: José García Carrión (ESP) |
|                | Report | Strömberg 20', 27' Sunesson 71' | Stadion San Paolo, Neapol diváci: 60 086 rozhodčí: José García Carrión (ESP) |

| 12. listopadu 1983 |        |            |                                                                         |
| Kypr               | 0:1    | Rumunsko   | Tsirion Stadium, Limassol diváci: 13 000 rozhodčí: Ronald Bridges (WAL) |
|                    | Report | Bölöni 78' | Tsirion Stadium, Limassol diváci: 13 000 rozhodčí: Ronald Bridges (WAL) |

| 16. listopadu 1983 |        |        |                                                                                |
| Československo     | 2:0    | Itálie | Stadion Evžena Rošického, Praha diváci: 25 000 rozhodčí: George Courtney (ENG) |
| Rada 63', 76'      | Report |        | Stadion Evžena Rošického, Praha diváci: 25 000 rozhodčí: George Courtney (ENG) |

| 30. listopadu 1983 |        |             |                                                                        |
| Československo     | 1:1    | Rumunsko    | Tehelné pole, Bratislava diváci: 48 000 rozhodčí: Károly Palotai (HUN) |
| Luhový 85'         | Report | Geolgău 82' | Tehelné pole, Bratislava diváci: 48 000 rozhodčí: Károly Palotai (HUN) |

| 22. prosince 1983                          |        |                    |                                                                                    |
| Itálie                                     | 3:1    | Kypr               | Stadion Renato Curi, Perugia diváci: 20 773 rozhodčí: Thomas Oliver Donnelly (NIR) |
| Altobelli 53' Cabrini 82' Rossi 86' (pen.) | Report | Tsingis 68' (pen.) | Stadion Renato Curi, Perugia diváci: 20 773 rozhodčí: Thomas Oliver Donnelly (NIR) |